# Nicolas de Pellevé
 (août 2023).
Pour les autres membres de la famille, voir Famille de Pellevé.
Charles Nicolas de Pellevé (Jouy-sous-Thelle le 18 octobre 1518 - à Paris le 28 mars 1594) est un cardinal français engagé dans la lutte contre le protestantisme durant les guerres de religion.

## Biographie

### Famille
Nicolas est le second fils de Charles de Pellevé, seigneur de Liancourt-Saint-Pierre et de Jouy-sous-Thelle, d'une ancienne famille de Normandie, et d'Hélène de Fay. Son frère Robert de Pellevé est évêque de Pamiers de 1557 à 1579.

### Carrière ecclésiastique

#### Évêque d'Amiens
Professeur de droit et abbé de Saint-Corneille à Compiègne, il devient évêque d'Amiens en 1552 avec le soutien des Guises.
En 1559, il est missionnaire en Écosse pour supporter la régente d'Ecosse Marie de Guise, il revient en France à la mort de cette dernière qui marque la fin du siège de Leith.
En 1560, il fait construire le château de Liancourt-Saint-Pierre (qui fut presque totalement détruit en 1830). Il invite un architecte italien afin de dessiner l'église Saint-Pierre-Saint-Paul de Jouy-sous-Thelle où reposent plusieurs membres de sa famille.

#### Archevêque de Sens et cardinal
Le 16 décembre 1562, il devient archevêque de Sens à la place du cardinal de Guise. Le pape Pie V le crée cardinal. Le nouveau pape Gregoire XIII lui donna le titre de cardinal-prêtre de  « Ss. Giovanni e Paolo » lors du consistoire du 17 mai 1570 (il deviendra cardinal-prêtre de S. Prassede le 14 novembre 1584). Puis le nomme préfet de la Congrégation des évêques et réguliers à Rome.

#### Archevêque de Reims
En 1588, il devient archevêque de Reims mais ne rentre en France qu'en 1592.

### Un partisan acharné de la Ligue
Il vécut pendant vingt ans au sein de la curie romaine où il se fit remarquer par son ultramontanisme, desservant à Rome la politique du roi Henri III. Il soutint activement la Ligue et vint même à Paris en 1592 pour soutenir l'élection d'un nouveau roi de France. Il mourut à l'âge de 75 ans, quatre jours après la prise de Paris par Henri IV.
Il est l'un des derniers chefs de la Sainte Ligue qui tint Paris. Déjà malade, il était présent dans Paris quand le roi Henri IV fit son entrée le 22 mars 1594. Il mourut six jours plus tard rue du Figuier, dans l'hôtel des archevêques de Sens.

## Armoiries
| Blason | Blasonnement |
| ------ | --- |
|        | Écartelé : aux 1 et 4, de gueules, à la tête humaine d'argent, posée de profil, les cheveux hérissés d'or (de Pellevé) ; aux 2 et 3, d'argent semé de fleurs-de-lis de sable (Faÿ). |

### Iconographie
- Portrait de Nicolas de Pellevé à la cathédrale Saint-Étienne de Sens